# Poliția Rusiei

Poliția Rusiei (rusă Полиция России) este agenția federală de aplicare a legii din Rusia, care funcționează în subordinea Ministerului Afacerilor Interne din 8 septembrie [S.V. 20] 1802. S-a înființat la 7 iunie [S.V. 18] 1718 1718 prin decret de la Petru cel Mare și în 2011, înlocuind Militsiya, fostul serviciu de poliție.
Este serviciul federal de poliție al Rusiei care funcționează conform legii „Cu privire la poliție” (Закон „о полиции”), așa cum a fost aprobată de Adunarea Federală și ulterior semnată în lege la 7 februarie 2011, de către președintele de atunci al Federației Ruse, Dmitri Medvedev.

## Insignia
Ofițerii de poliție din Rusia poartă uniforme în conformitate cu ordinul Ministerului Afacerilor Interne al Federației Ruse din 26 iulie 2013 N 575 „Cu privire la aprobarea Regulilor pentru purtarea uniformelor, însemnelor și însemnelor departamentale de către angajații organelor afacerilor interne. al Federației Ruse”.
Însemnele distincției speciale ale ofițerilor regimentelor operaționale ale poliției ruse sunt o beretă neagră.
Pentru angajații poliției turistice, un semn de mânecă cu cuvintele „ТУРИСТИЧЕСКАЯ ПОЛИЦИЯ POLIȚIA TURISTICĂ” și steagul Rusiei.

Ofițerii de poliție care sunt calificați să poarte o beretă maro pot purta o beretă maro.

Emblema de afiliere la Ministerul Afacerilor Interne al Rusiei
Emblema Poliției Ordine Publică
Emblema Poliția Rutieră
Emblema Poliția Transporturi